# Bremen
|  | Per a altres significats, vegeu «Bremen (desambiguació)». |

La ciutat de Bremen, al nord-oest d'Alemanya, forma juntament amb el port de Bremerhaven (60 km al nord-oest) la Ciutat Lliure Hanseàtica de Bremen o Estat de Bremen, un dels 16 ländern federats que formen la República Federal d'Alemanya. La ciutat tenia 551.767 habitants l'any 2014.
La Universitat de Bremen, fundada l'any 1971, és una de les 11 institucions considerades com a "universitat d'elit" a Alemanya, i compta amb uns 23.500 alumnes de 126 països.

## Geografia
La ciutat de Bremen limita pels quatre punts cardinals amb els Land de Baixa Saxònia. Té una longitud màxima de 38 km i una amplada màxima de 16 km. El perímetre de la ciutat és de 136,5 km.
El centre de Bremen es localitza a les coordenades geogràfiques 53° 05′ N 8° 48′ E, i es troba a una altitud d'11,5 metres sobre el nivell del mar.
El riu Weser creua la ciutat de sud-est a nord-oest, abans de desembocar 70 km més a l'occident al Mar del Nord. Bremen es troba en el punt on el riu s'eixampla abans de desembocar, fent-lo navegable i donant origen al seu important port.
El paisatge és pla (ocupant una superfície de 326 km², i l'alçada màxima és de 35 m.

## Organització política i administrativa
La ciutat de Bremen fou dividida en 5 districtes, que al seu torn es dividiren en 23 barris.

## Història
L'any 782 apareix la primera menció de Bremen en un document escrit. Dins la seva història destaca la seva unió, l'any 1260 a la Lliga hanseàtica, de la qual és expulsada durant 70 anys el 1285.
El 1358 Bremen torna novament a la Lliga Hanseàtica, de la qual torna a ser expulsada l'any 1427.
El 1646, després de la lluita contra els suecs en la Guerra dels Trents Anys, esdevé una ciutat-regne independent.
El 1811 és ocupada per les tropes napoleòniques i esdevé la prefectura del departament francès de Boques del Weser. La ciutat va ser batejada amb el nom de Bouches-du-Weser i va estar ocupada fins al 1814.
El 1871 es funda l'imperi Alemany, i Bremen n'entra a formar part amb el títol de Ciutat Lliure Hanseàtica.
Després de la Segona Guerra Mundial els americans hi establiren una base.

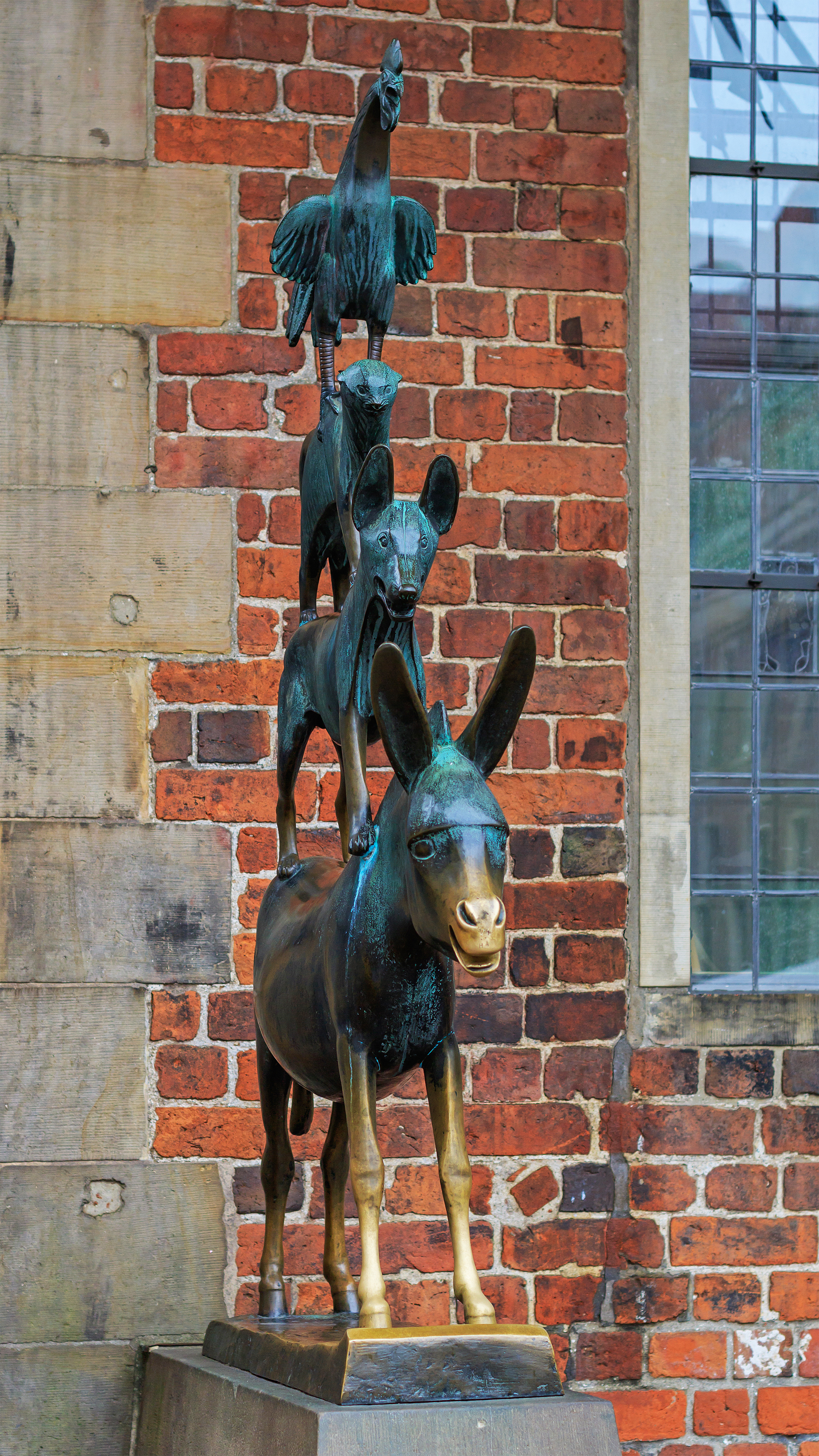
Estàtua dels 4 músics de Bremen
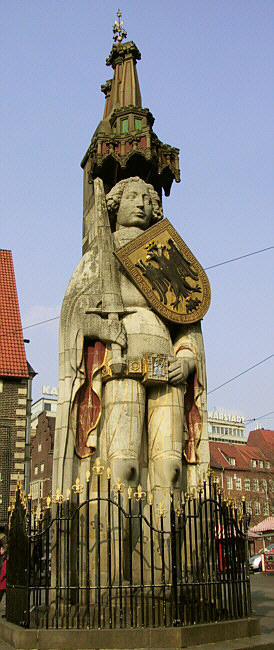
Estàtua de Rotllà
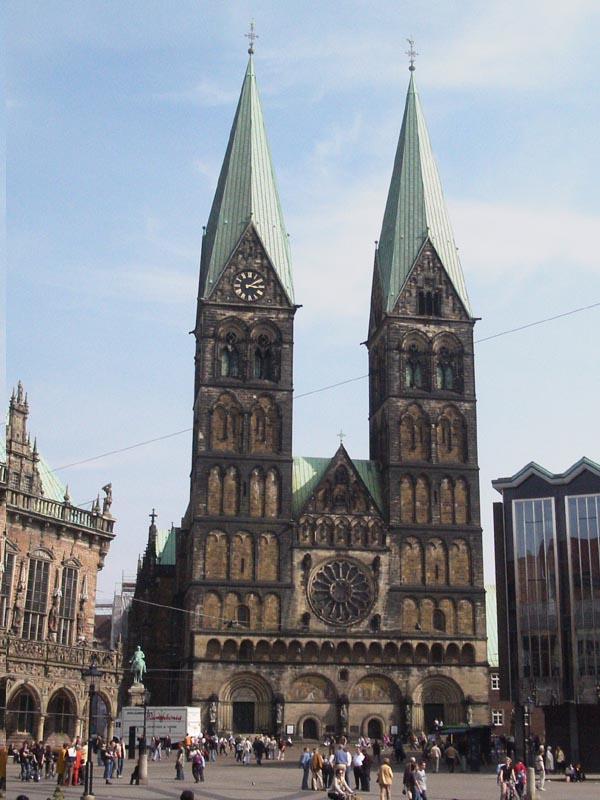
La catedral de Bremen

## Llocs d'interès
- La Marktplatz, plaça del mercat.
- L'Ajuntament de Bremen, el Rathaus.
- Estàtua de Rotllà, feta amb pedra l'any 1404.
- La catedral de St. Petri, del segle xiii.
- L'Schlachte, el port medieval de Bremen.
- Die Bremer Stadtmusikanten, els músics de Bremen, protagonistes del famós llibre dels germans Grimm.

## Mitjans de transport

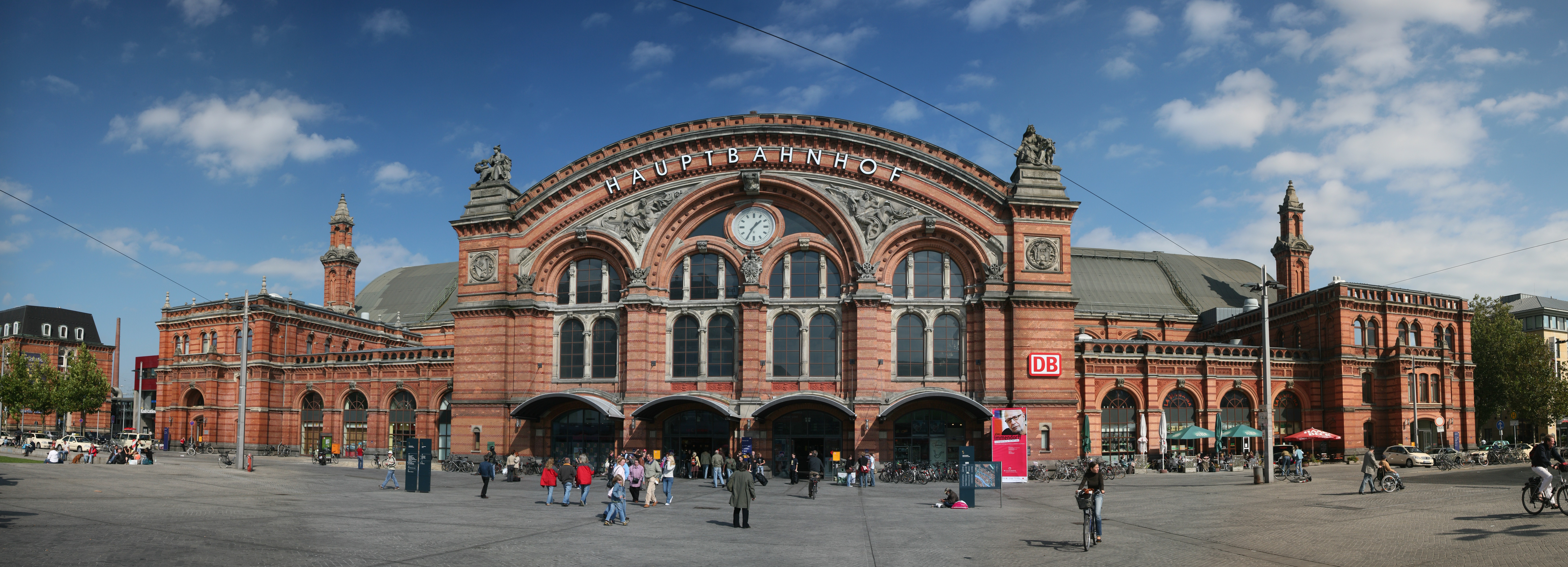
Estació central de Bremen

Mapa del sistema: Bremen S-Bahn

L'aeroport internacional de Bremen està situat a 3 km al sud del centre de la ciutat.
La companyia de tramvies i busos, la Bremer Straßenbahn AG (BSAG), ofereix un sistema de transport força extens.
Pel que fa al transport ferroviari, la Bremen S-Bahn cobreix la regió metropolitana de Bremen/Oldenburg: va des de Bremerhaven, al nord, fins a Twistringen, al sud, i arriba fins a Oldenburg. Com a centre del servei hi ha l'estació central de Bremen.

## Ciutats agermanades
- Gdańsk (Polònia) des del 1976
- Riga (Letònia) des del 1985
- Dalian (Xina) des del 1985
- Rostock (Alemanya) des del 1987
- Haifa (Israel) des del 1988
- Bratislava (Eslovàquia) des del 1989
- Corinto (Nicaragua) des del 1989
- Esmirna (Turquia) des del 1995.

## Personatges il·lustres
- David Safier, escriptor.
- Karl Seiffert, (1856-1929) compositor
- Ludwig Quidde (1858-1941), historiador, polític i pacifista. Premi Nobel de la Pau de 1927.
- Fritz Schumacher, (1869-1947), arquitecte i urbanista
- Hermann Spielter (1860-1925) compositor d'origen estatunidenc